# Список птахів Коморських Островів
Це перелік видів птахів, зафіксованих на території Коморських островів. Авіфауна Коморських островів налічує загалом 148 видів, з яких 15 є ендемічними, 6 були інтродуковані людьми. 23 видів вважаються рідкісними або зникаючими. 9 видів знаходяться під загрозою зникнення.

## Позначки
Наступні теги використані для виділення деяких категорій птахів.
- (А) Випадковий — вид, який рідко або випадково трапляється на Коморських островах
- (Е) Ендемічий — вид, який є ендеміком Коморських островів
- (I) Інтродукований — вид, завезений на Коморські острови як наслідок, прямих чи непрямих дій людських дій

## Пірникозоподібні(Podicipediformes)
Родина: Пірникозові (Podicipedidae)
- Пірникоза мала, Tachybaptus ruficollis

## Буревісникоподібні(Procellariiformes)
Родина: Буревісникові (Procellariidae)
- Буревісник клинохвостий, Ardenna pacificus
- Буревісник реюньйонський, Puffinus bailloni

## Фаетоноподібні(Phaethontiformes)
Родина: Фаетонові (Phaethontidae)
- Фаетон червонохвостий, Phaethon rubricauda
- Фаетон білохвостий, Phaethon lepturus

## Сулоподібні(Suliformes)
Родина: Сулові (Sulidae)
- Сула жовтодзьоба, Sula dactylatra
- Сула червононога, Sula sula (A)
- Сула білочерева, Sula leucogaster (A)

Родина: Змієшийкові (Anhingidae)
- Змієшийка, Anhinga melanogaster

Родина: Фрегатові (Fregatidae)
- Фрегат тихоокеанський, Fregata minor
- Фрегат-арієль, Fregata ariel

## Пеліканоподібні(Pelecaniformes)
Родина: Чаплеві (Ardeidae)
- Чапля сіра, Ardea cinerea
- Чапля мадагаскарська, Ardea humbloti
- Чепура велика, Ardea alba
- Чапля рифова, Egretta gularis
- Чепура мала, Egretta garzetta (A)
- Чапля жовта, Ardeola ralloides
- Чапля синьодзьоба, Ardeola idae
- Чапля єгипетська, Bubulcus ibis
- Чапля мангрова, Butorides striata
- Квак, Nycticorax nycticorax (A)

Родина: Ібісові (Threskiornithidae)
- Ібіс священний, Threskiornis aethiopicus

## Фламінгоподібні(Phoenicopteriformes)
Родина: Фламінгові (Phoenicopteridae)
- Фламінго рожевий, Phoenicopterus roseus (A)
- Фламінго малий, Phoenicopterus minor (A)

## Гусеподібні(Anseriformes)
Родина: Качкові (Anatidae)
- Свистач білоголовий, Dendrocygna viduata (A)

## Яструбоподібні(Accipitriformes)
Родина: Яструбові (Accipitridae)
- Шуліка-широкорот, Macheiramphus alcinus (A)
- Circus macrosceles
- Яструб коморський, Accipiter francesiae
- Шуліка чорний, Milvus migrans
- Канюк звичайний, Buteo buteo (A)

## Соколоподібні(Falconiformes)
Родина: Соколові (Falconidae)
- Боривітер мадагаскарський, Falco newtoni (A)
- Підсоколик Елеонори, Falco eleonorae (A)
- Сапсан, Falco peregrinus

## Куроподібні(Galliformes)
Родина: Фазанові (Phasianidae)
- Перепілка звичайна, Coturnix coturnix
- Перепілка-арлекін, Coturnix delegorguei (A)

Родина: Цесаркові (Numididae)
- Цесарка звичайна, Numida meleagris (I)

## Журавлеподібні(Gruiformes)
Родина: Пастушкові (Rallidae)
- Погонич буроголовий, Aenigmatolimnas marginalis
- Султанка африканська, Porphyrio alleni (A)
- Курочка водяна, Gallinula chloropus

## Сивкоподібні(Charadriiformes)
Родина: Крабоїдові (Dromadidae)
- Крабоїд, Dromas ardeola

Родина: Дерихвостові (Glareolidae)
- Дерихвіст мадагаскарський, Glareola ocularis (A)

Родина: Сивкові (Charadriidae)
- Сивка бурокрила, Pluvialis fulva (A)
- Сивка морська, Pluvialis squatarola
- Чайка мала, Vanellus lugubris (A)
- Пісочник великий, Charadrius hiaticula
- Пісочник білобровий, Charadrius tricollaris (A)
- Пісочник білолобий, Charadrius marginatus (A)
- Пісочник монгольський, Charadrius mongolus (V)
- Пісочник товстодзьобий, Charadrius leschenaultii

Родина: Баранцеві (Scolopacidae)
- Баранець азійський, Gallinago stenura
- Грицик великий, Limosa limosa (A)
- Грицик малий, Limosa lapponica (A)
- Кульон середній, Numenius phaeopus
- Кульон тонкодзьобий, Numenius tenuirostris
- Кульон великий, Numenius arquata
- Коловодник ставковий, Tringa stagnatilis
- Коловодник великий, Tringa nebularia
- Коловодник болотяний, Tringa glareola
- Мородунка, Xenus cinereus
- Набережник, Actitis hypoleucos
- Крем'яшник звичайний, Arenaria interpres
- Побережник білий, Calidris alba
- Побережник малий, Calidris minuta (A)
- Побережник червоногрудий, Calidris ferruginea
- Брижач, Calidris pugnax (A)

Родина: Поморникові (Stercorariidae)
- Поморник антарктичний, Stercorarius maccormicki

Родина: Мартинові (Laridae)
- Мартин чорнокрилий, Larus fuscus
- Мартин сіроголовий, Chroicocephalus cirrocephalus (A)
- Крячок чорнодзьобий, Gelochelidon nilotica
- Крячок каспійський, Hydroprogne caspia (A)
- Крячок бенгальський, Thalasseus bengalensis
- Крячок жовтодзьобий, Thalasseus bergii (A)
- Крячок індонезійський, Sterna sumatrana
- Крячок річковий, Sterna hirundo
- Крячок малий, Sternula albifrons
- Крячок мекранський, Sternula saundersi
- Крячок бурокрилий, Onychoprion anaethetus (A)
- Крячок строкатий, Onychoprion fuscatus (A)
- Крячок тонкодзьобий, Anous tenuirostris
- Крячок бурий, Anous stolidus
- Крячок білий, Gygis alba

## Голубоподібні(Columbiformes)
Родина: Голубові (Columbidae)
- Голуб сизий, Columba livia (I)
- Columba pollenii (E)
- Горлиця звичайна, Streptopelia turtur
- Streptopelia capicola
- Горлиця мадагаскарська, Nesoenas picturatus
- Горлиця білолоба, Turtur tympanistria
- Вінаго мвалійський, Treron griveaudi (E)
- Alectroenas sganzini

## Папугоподібні(Psittaciformes)
Родина: Psittaculidae
- Нерозлучник сизий, Agapornis canus (I)
- Папужець-ваза великий, Coracopsis vasa
- Папужець-ваза коморський, Coracopsis sibilans (Е)

## Зозулеподібні(Cuculiformes)
Родина: Зозулеві (Cuculidae)
- Зозуля звичайна, Cuculus canorus
- Коукал мадагаскарський, Centropus toulou

## Совоподібні(Strigiformes)
Родина: Сипухові (Tytonidae)
- Сипуха, Tyto alba

Родина: Совові (Strigidae)
- Сплюшка карталанська, Otus pauliani (E)
- Сплюшка коморська, Otus capnodes (E)
- Сплюшка могелійська, Otus moheliensis (E)
- Пугач блідий, Bubo lacteus

## Дрімлюгоподібні(Caprimulgiformes)
Родина: Дрімлюгові (Caprimulgidae)
- Дрімлюга мадагаскарський, Caprimulgus madagascariensis

## Серпокрильцеві(Apodiformes)
Родина: Серпокрильцеві (Apodidae)
- Голкохвіст мадагаскарський, Zoonavena grandidieri
- Голкохвіст плямистоволий, Telacanthura ussheri
- Серпокрилець пальмовий, Cypsiurus parvus
- Серпокрилець чорний, Apus apus
- Серпокрилець капський, Apus barbatus
- Серпокрилець коморський, Apus balstoni

## Сиворакшоподібні(Coraciiformes)
Родина: Рибалочкові (Alcedinidae)
- Рибалочка малагасійський, Corythornis vintsioides

Родина: Бджолоїдкові (Meropidae)
- Бджолоїдка зелена, Merops persicus
- Бджолоїдка оливкова, Merops superciliosus

Родина: Сиворакшові (Coraciidae)
- Сиворакша, Coracias garrulus
- Широкорот африканський, Eurystomus glaucurus (A)

Родина: Кіромбові (Leptosomidae)
- Кіромбо, Leptosomus discolor

## Горобцеподібні(Passeriformes)
Родина: Ластівкові (Hirundinidae)
- Ластівка берегова, Riparia riparia
- Мурівка світла, Phedina borbonica (A)
- Ластівка сільська, Hirundo rustica
- Ластівка міська, Delichon urbicum (A)

Родина: Плискові (Motacillidae)
- Плиска біла, Motacilla alba
- Плиска жовта, Motacilla flava
- Щеврик лісовий, Anthus trivialis

Родина: Личинкоїдові (Campephagidae)
- Шикачик коморський, Ceblepyris cucullatus (Е)

Родина: Бюльбюлеві (Pycnonotidae)
- Горована мадагаскарська, Hypsipetes madagascariensis
- Горована коморська, Hypsipetes parvirostris (E)
- Горована могелійська, Hypsipetes moheliensis (E)

Родина: Дроздові (Turdidae)
- Дрізд вохристоволий, Turdus bewsheri (E)

Родина: Тамікові (Cisticolidae)
- Cisticola cherinus

Родина: Очеретянкові (Acrocephalidae)
- Цикіріті мадагаскарський, Nesillas typica
- Цикіріті аньйоуанський, Nesillas longicaudata (E)
- Цикіріті коморський, Nesillas brevicaudata (E)
- Цикіріті могелійський, Nesillas mariae (E)

Родина: Вівчарикові (Phylloscopidae)
- Вівчарик весняний, Phylloscopus trochilus
- Вівчарик жовтобровий, Phylloscopus sibilatrix

Родина: Мухоловкові (Muscicapidae)
- Мухоловка сіра, Muscicapa striata
- Мухоловка жовтодзьоба, Humblotia flavirostris (E)
- Saxicola torquatus
- Кам'янка звичайна, Oenanthe oenanthe

Родина: Монархові (Monarchidae)
- Монарх-довгохвіст мадагаскарський, Terpsiphone mutata

Родина: Нектаркові (Nectariniidae)
- Маріка мадагаскарська, Cinnyris sovimanga
- Маріка зелена, Cinnyris notatus
- Маріка зеленолоба, Cinnyris humbloti (E)
- Маріка андзуанська, Cinnyris comorensis (E)

Родина: Окулярникові (Zosteropidae)
- Окулярник коморський, Zosterops kirki (E)
- Окулярник карталайський, Zosterops mouroniensis (E)
- Окулярник мадагаскарський, Zosterops maderaspatanus

Родина: Вивільгові (Oriolidae)
- Вивільга звичайна, Oriolus oriolus

Родина: Сорокопудові (Laniidae)
- Сорокопуд чорнолобий, Lanius minor

Родина: Вангові (Vangidae)
- Ванга блакитна, Cyanolanius madagascarinus

Родина: Дронгові (Dicruridae)
- Дронго коморський, Dicrurus fuscipennis (E)
- Дронго чубатий, Dicrurus forficatus

Родина: Воронові (Corvidae)
- Крук строкатий, Corvus albus

Родина: Шпакові (Sturnidae)
- Майна індійська, Acridotheres tristis (I)

Родина: Ткачикові (Ploceidae)
- Фуді червоний, Foudia madagascariensis (I)
- Фуді коморський, Foudia eminentissima

Родина: Астрильдові (Estrildidae)
- Сріблодзьоб чорноволий, Spermestes cucullata

Родина: Горобцеві (Passeridae)
- Горобець хатній, Passer domesticus (I)